# 6LoWPAN
6LoWPAN (acronimo di "IPv6 su reti senza fili Personal Area Networks di bassa potenza in inglese") fu un gruppo di lavoro del Internet Engineering Task Force (IETF).
Fu creato con l'intenzione di applicare Internet Protocol (IP) anche a piccoli dispositivi, permettendo a dispositivi a bassa potenza elettrica e capacità di elaborazione limitata di far parte dell'Internet delle cose.
Il gruppo 6LoWPAN group ha definito l'Incapsulamento, la compressione dell'intestazione (header) del pacchetto, la "scoperta del vicino" e altri meccanismi che permettono al'IPv6 di operare su reti basate su IEEE 802.15.4. Sebbene i protocolli IPv4 e IPv6 non si preoccupano del livello fisico di rete e degli strati MAC su cui opera, i piccoli pacchetti di rete definiti dall'IEEE 802.15.4 rendono desiderabile che si adatti a questi livelli.
Le specifiche base sviluppate dal gruppo IETF 6LoWPAN IETF è l'IETF RFC 4944 (aggiornata da IETF RFC 6282 con la compressione dell'intestazione, la IETF RFC 6775 con l'ottimizzazione della funzione neighbor discovery IETF RFC 8931 con il recupero della frammentazione selettiva dell'IP e con minimi cambiamenti nella IETF RFC 8025 e nella IETF RFC 8066). Il documento di dichiarazione del problema è l'IETF RFC 4919. L'IPv6 su Bluetooth Low Energy usando le tecniche 6LoWPAN descritte è nel documento IETF RFC 7668.